# Římské hradby v Lugu
Římské hradby v Lugu (španělsky a galicijsky muralla romana de Lugo) jsou hradby okolo centra provinčního města Lugo ve Španělsku v Galicii. Hradby jsou velmi zachovalé, vedou kolem celého centra města. Jsou dlouhé 2266 metrů, mají 86 strážních věží a deseti bran. Je to významný turistický cíl. Hradby jsou volně přístupné veřejnosti a slouží jako promenáda.
Od roku 2000 jsou římské hradby v Lugu na seznamu světového dědictví UNESCO. Od roku 2007 je partnerskou památkou UNESCO velká čínská zeď v Čchin-chuang-tau. Od roku 2015 jsou také zapsány jako individuální objekt zájmu v rámci další památky UNESCO - Svatojakubské cesty - francouzská trasa a další trasy severního Španělska, protože leží na primitivní trase (Camino primitivo) svatojakubské poutní cesty do Santiaga de Compostela vedoucí z Ovieda.

## Historie
Dnešní Lugo, starobylé Lucus Augusti, založil Paulus Fabius Maximus ve jménu římského císaře Augusta v roce 13 př. n. l., v období, kdy se Římské říši podařilo anektovat celou severozápadní část Pyrenejského poloostrova. Podle archeologických nálezů se velké hradby začaly stavět v druhé polovině 3. století, přičemž dokončeny byly v první polovině 4. století. V tomto období v oblasti docházelo k barbarským nájezdům.
V období nadvlády Svébů (od 5. století) a následné krátké okupace muslimských nájezdníků se město Lugo značně vylidnilo, ovšem hradby se zachovaly. Teprve od 8. století se lidé začali do Luga vracet. V 8. století město padlo do rukou Musy a v roce 998 bylo napadeno Almanzorem, který zbořil jednu z hradeb, ačkoli se mu nepodařilo město dobýt. Hradby byly záhy obnoveny. Ve středověku hradby sloužily dále a na jednotlivé brány byly instalovány obranné mechanismy. Od 17. století se začaly stavět městské budovy i za hradbami. Mezi lety 1853 a 1921 bylo otevřeno 5 nových bran.
V roce 1921 byly hradby vyhlášeny národní památkou. V roce 1971 byl zahájen plán známý jako Operace Čistá zeď (Operación Muralla Limpia), jehož cílem bylo zbavit památník všech budov připojených k jeho vnější zdi. Od roku 2000 byly hradby zařazeny na seznam světového dědictví UNESCO.

## Galerie

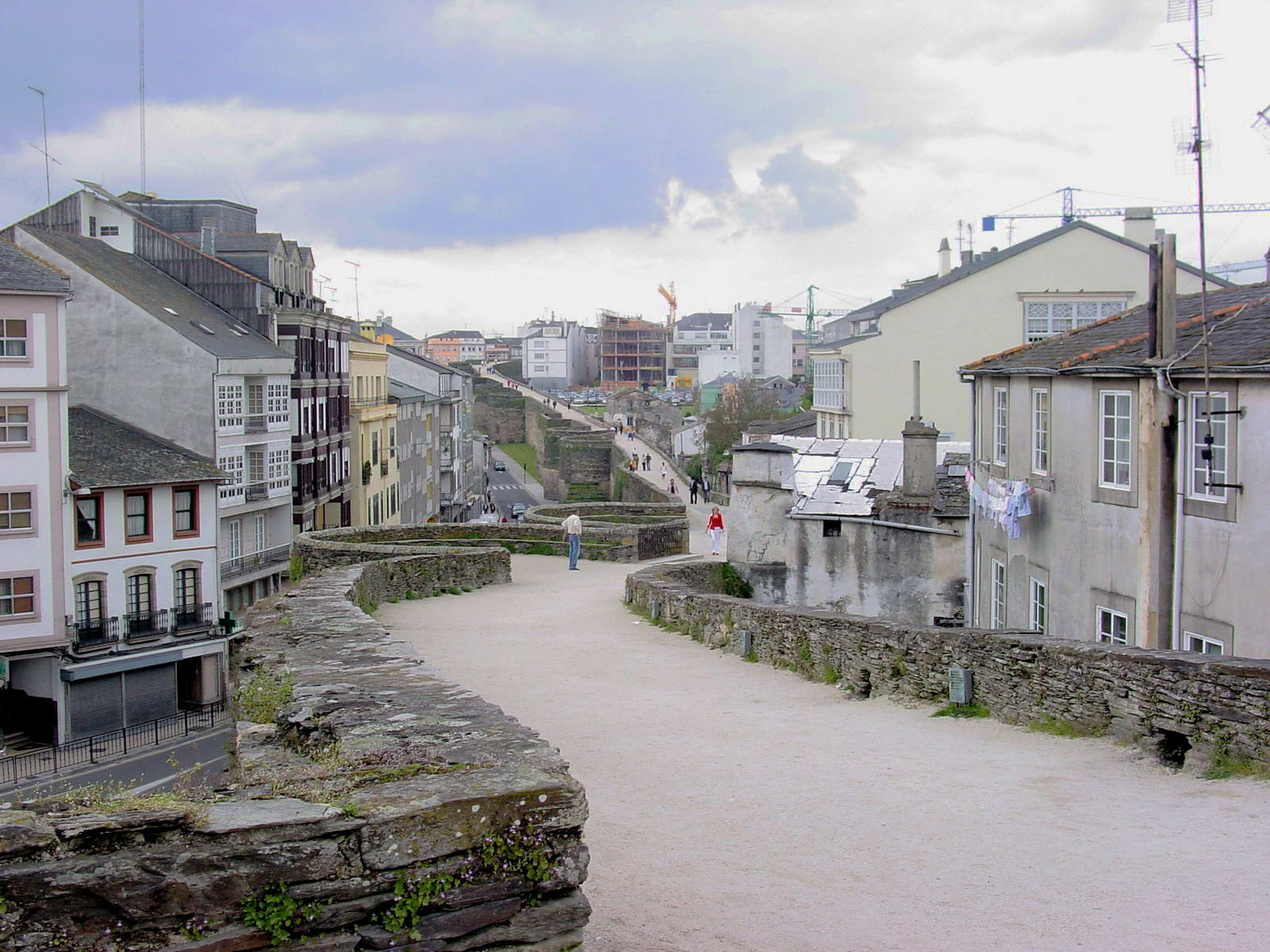
Promenáda na hradbách
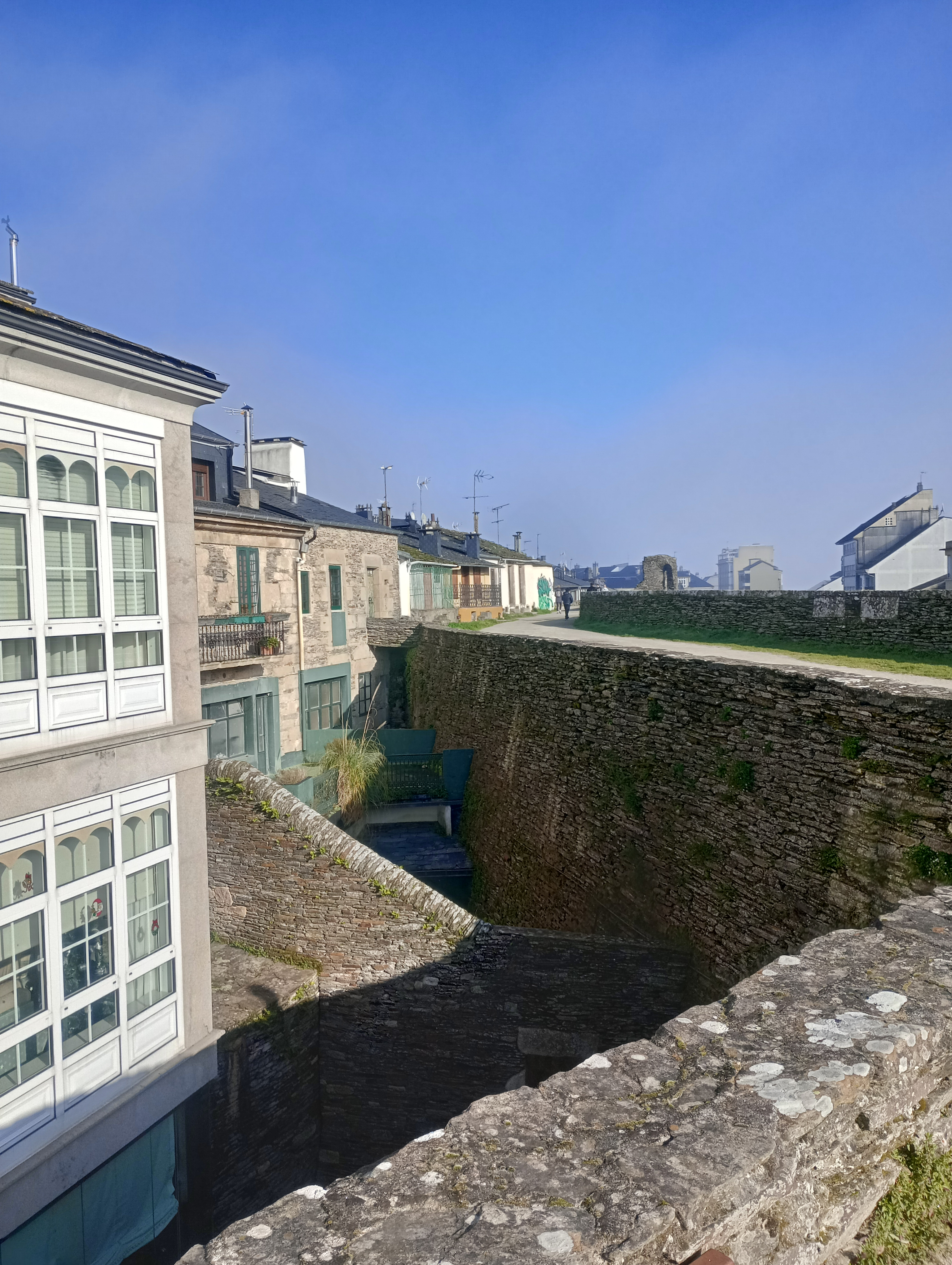
Hradby a přilehlé budovy
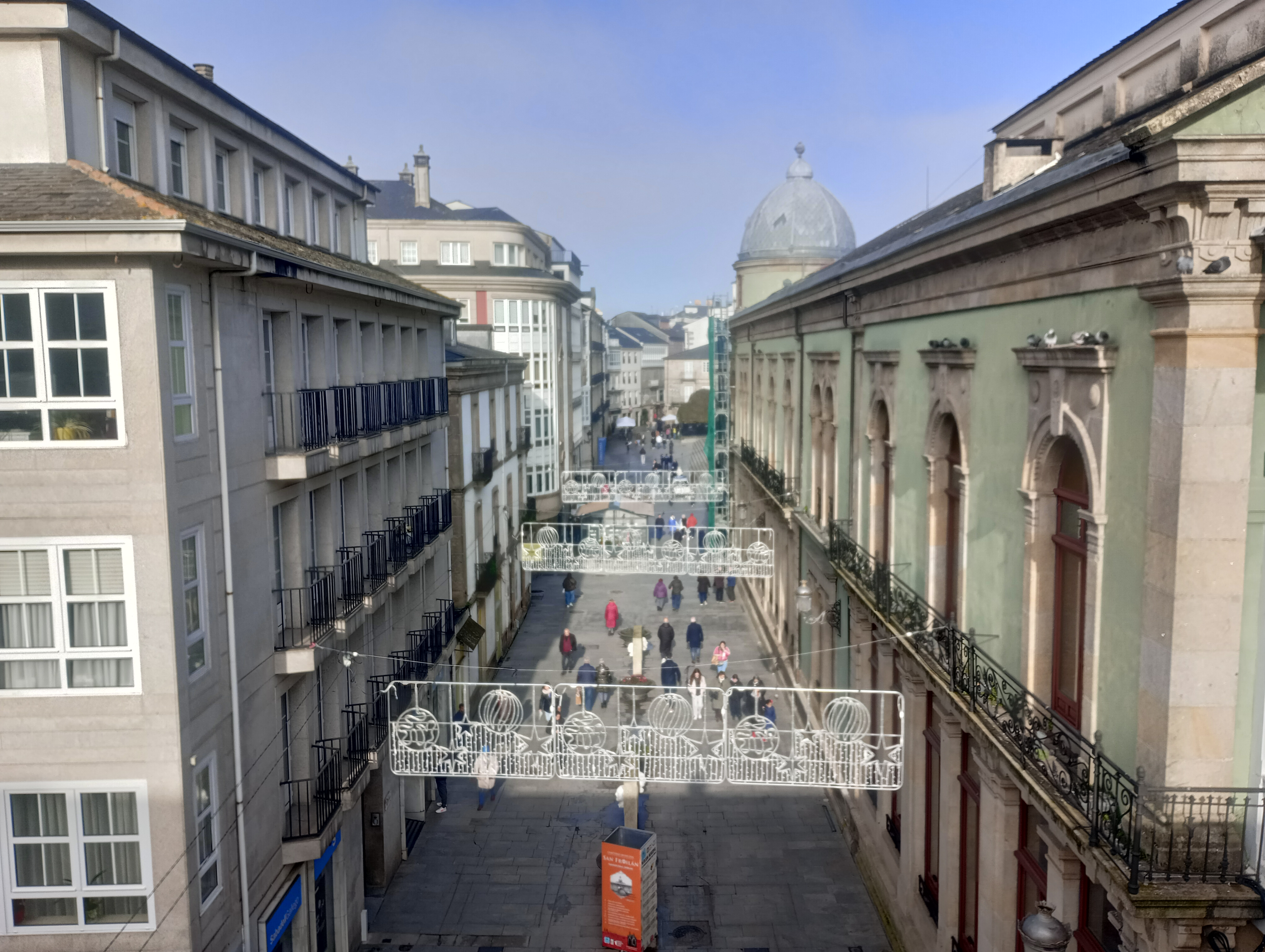
Pohled na ulice města z hradeb
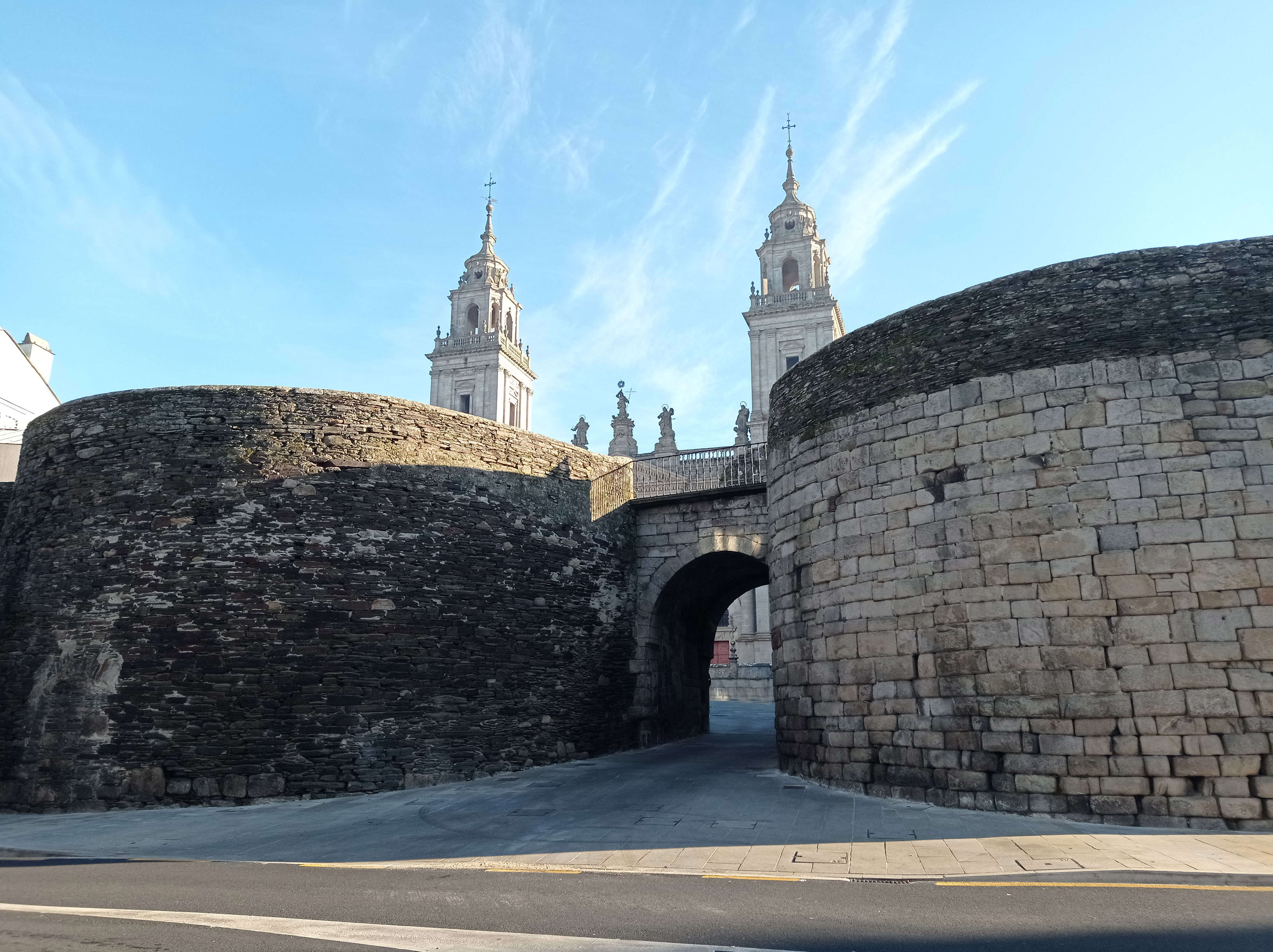
Brána Puerta de Santiago a pohled na katedrálu